# Cornelis Lely

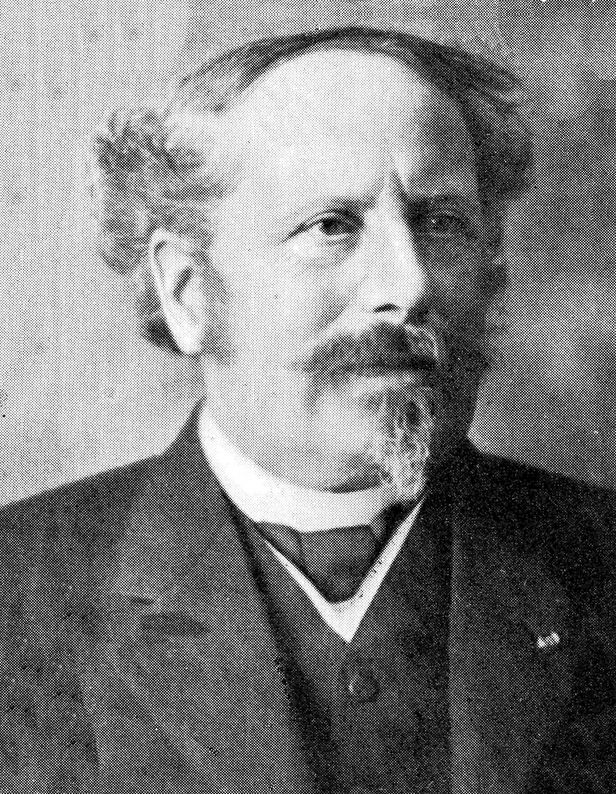
Cornelis Lely, 1913

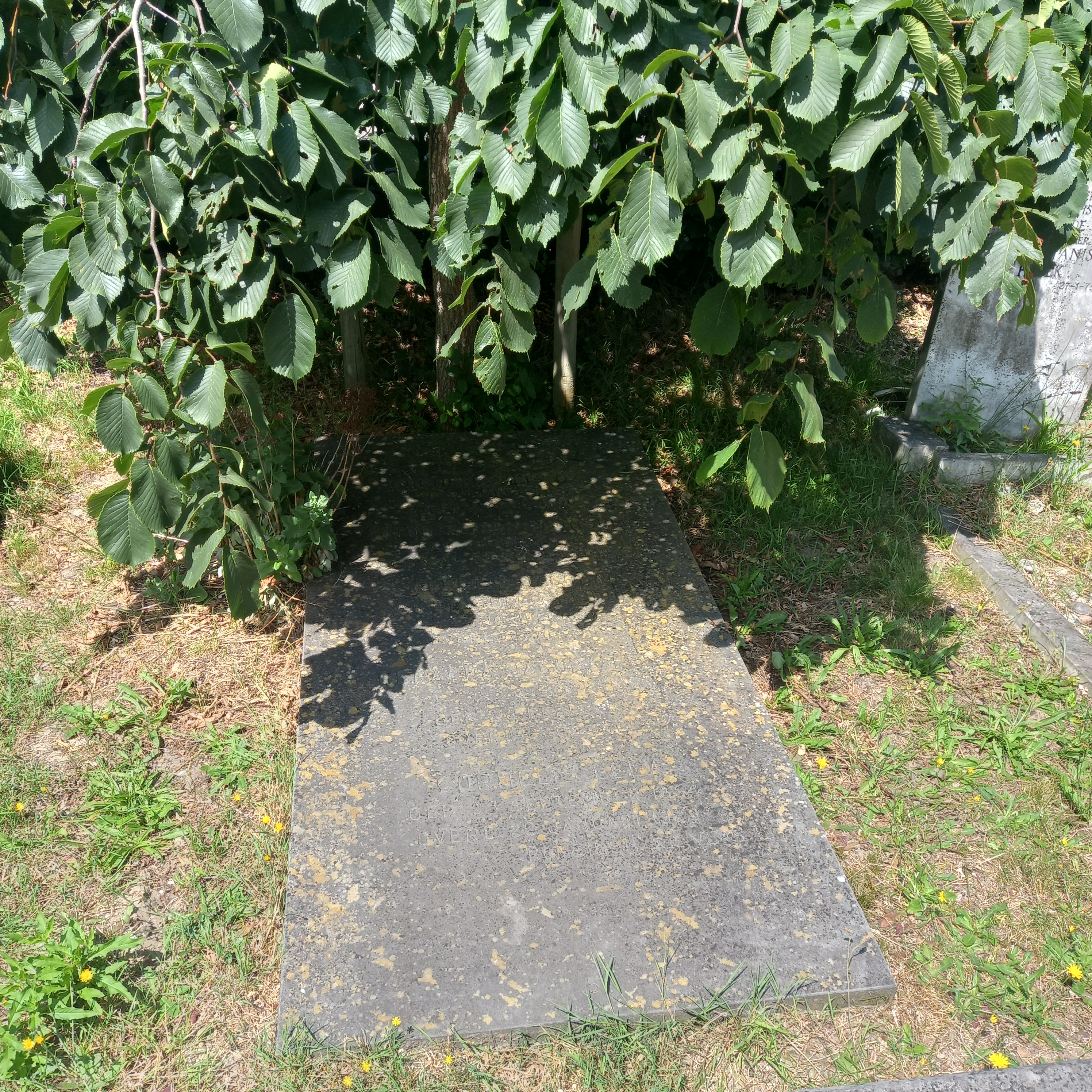
Das Grab von Cornelis Lely und seiner Ehefrau Gerarda Jacoba (Mies) van Rinsum im Familiengrab auf dem Algemene Begraafplaats Kerkhoflaan in Den Haag

Cornelis Lely (* 23. September 1854 in Amsterdam; † 22. Januar 1929 in ’s-Gravenhage) war ein niederländischer Wasserbauingenieur und von 1902 bis 1905 Gouverneur von Suriname. Er war Diplom-Ingenieur der damaligen Technischen Hochschule Delft, die ihm 1907 die Ehrendoktorwürde verlieh.

## Biografie

### Jugend und Studium
Cornelis Lely war das siebte Kind von Jan Lely und Adriana van Houten. Er wurde geboren an der Leidsegracht in Amsterdam, und hier verbrachte er auch den Großteil seiner Jugend. Er stammte aus einer liberalen Protestantenfamilie. Sein Vater war Händler für Saatgut und nahm seine Kinder oft mit auf seine Reisen.  So konnte er schon in seiner Jugend den Bau des Nordseekanals und der Oranjesluizen beobachten.
Von 1866 bis 1871 besuchte Lely die HBS an der Keizersgracht. Vier Jahre später, im Jahre 1875, machte er sein Diplom als Bauingenieur an der Technischen Universität Delft. Nach dem Studium trat er eine befristete Stelle als Landvermesser an. Danach erhielt er eine Stelle als Ingenieur beim Ministerie van Verkeer en Waterstaat, wo er Minister Johannes Tak van Poortvliet bei seinem Kanalgesetz („Kanalenwet“) unterstützte.
Im September 1886 wurde Lely Assistent bei der Zuiderzeevereeniging, einem Verein, der das Abschließen und Einpoldern der Zuidersee zum Ziel hatte. Er wurde beauftragt, die Fülle der vorliegenden Vorschläge zu sichten und zu bewerten. Dazu betrieb er eigene Forschungen und Überlegungen zur Einpolderung, die in acht Berichten ihren Niederschlag fanden. Im Jahr 1891 schloss er seine Pläne ab, die er viele Jahre später, nach der Sturmflut von 1916, als Minister umsetzte. Nach seinen Plänen wurde die Bergsche Maas gegraben, und er förderte den Eisenbahnausbau.

### Als Minister
Im Alter von 35 Jahren wurde er Minister für Wasserangelegenheiten, Handel und Wirtschaft im Kabinett Van Tienhoven (1891–1894). Lely war in noch zwei Regierungen „Minister van Waterstaat“: im Kabinett Pierson (1897–1901) und im Kabinett Cort van der Linden (1913–1918). 1898 lotste er den Erlass für das Noordoosterlocaalspoorweg-Maatschappij (zu deutsch etwa: Regionalbahnunternehmen Nordost) durch das Parlament. Dazwischen war er von 1902 bis 1905 Gouverneur von Suriname. In dieser Zeit unterstützte er die zunächst privaten Planungen zum Bau der Lawabahn.
Im August 1913 wurde Lely zum dritten Mal Minister. Das Einpoldern der Zuiderzee wurde durch seine Initiative, nachdem es durch die vorherigen Kabinette stets erneut abgelehnt worden war, endlich in das Regierungsprogramm aufgenommen.

### Weitere öffentliche Aufgaben
Lely hielt auch andere öffentliche Positionen. Neben seinen Ministerposten war er Mitglied der Tweeden Kamer (zwischen 1894 und 1922), ein Mitglied der Eersten Kamer (1910–1913), Mitglied des Regionalparlaments der Provinz Zuid-Holland (1909–1910) und Mitglied des Stadtrates und Beigeordneter von Den Haag (1908–1913). Zwischen 1902 und 1905 war er  Gouverneur von Surinam.

### Würdigungen
Seine wissenschaftlichen Leistungen wurden im Jahr 1895 mit seiner Ernennung zum Mitglied der Königlich Niederländischen Akademie der Wissenschaften (Institut für Physik) gewürdigt und im Jahr 1905 durch die Verleihung der Ehrendoktorwürde der Technischen Universität Delft.

### Privatleben
Cornelis Lely heiratete 1881 die damals 19-jährige Mies van Rinsum, welche er fünf Jahre zuvor bei der Hochzeit seines Bruders Dirk kennengelernt hatte. Zwei Jahre später wurde ihr erster Sohn Jan geboren. Fünf weitere Kinder folgten. Eines wurde jedoch tot geboren, und ein weiteres starb im Alter von zwei Jahren nach der Rückkehr von einem Klinikaufenthalt in Marienbad.
Er lebte während seiner Zeit als Minister in der Alexanderstraat 13 in Den Haag. Im Jahr 1922, nachdem er sich aus dem politischen Leben zurückgezogen hatte, zog er in die Straße Neuhuyskade im Stadtteil Haagse Hout und unternahm Reisen nach Ägypten und Jerusalem. Sein siebzigster Geburtstag im Jahr 1924 wurde mit einer offiziellen Bekanntmachung in der Zeitung gewürdigt, und es gab einen Empfang, zu dem der amtierende Minister van Waterstaat anwesend war.
Im Herbst 1927 ging Lely auf Einladung der Netherland-America Foundation mit seiner Tochter Bep für einen Monat in die Vereinigten Staaten, um eine Reihe von Vorträgen anlässlich der Stiftungsgründung zu halten.
Lely starb im Januar 1929 im Alter von 74 Jahren in Den Haag. Man fand ihn liegend auf dem Boden neben seinem Schreibtisch. Dort hat er zuvor noch eine Broschüre über den Amsterdam-Rhein-Kanal lesen wollen. Er wurde auf dem Zentralfriedhof Kerkhoflaan begraben. Er hat die ersten Trockenlegungen (Wieringermeer) 1930 und die Schließung des Zuiderzeedamms (Abschlussdeich, Afsluitdijk, Breezanddijk) 1932 nicht mehr erleben können.
Lely ist der Urgroßvater der Schriftstellerin Charlotte Mutsaers.

## Lelys Pläne
Auch wenn schon seit Hunderten von Jahren über die Trockenlegung der Zuidersee gesprochen wurde, war es Cornelis Lely, der die erste technisch durchführbare Planung erschuf, worin auch Lösungen für Probleme, wie die Entwässerung des Flusses IJssel, enthalten waren. Die Trockenlegung der Zuiderzee ist seit Langem als ein unwägbares Abenteuer gesehen worden und wurde, auch nachdem Lely seine Pläne präsentiert hatte, lange noch auf die Vor- und Nachteile hin diskutiert. Hier standen Fragen im Fokus, welche wirtschaftlichen Auswirkungen auf die Fischerei zu erwarten sind und welche Kosten und Risiken das Projekt verursachen würde.
Aber erst Lely war in der Lage, diese Pläne zu realisieren, weil er nicht nur Ingenieur war, sondern auch ein fähiger Politiker. Zwar gab es, als er im Jahr 1913 die Trockenlegung in das Regierungsprogramm aufnahm, weiterhin erheblichen gesellschaftlichen Widerstand, aber zwei Dinge haben letztlich dazu beigetragen, dass auch dieser verstummte: Der Erste Weltkrieg verursachte eine Nahrungsmittelknappheit, welche als Gegenmaßnahme gebot, zusätzliches Ackerland zu gewinnen. Ein weiterer Wendepunkt kam mit der Sturmflut von 1916. Allgemein wurde nun eingesehen, wie naiv es ist, die Gefahren des Meeres zu ignorieren. Zwei Jahre später, im Jahre 1918, brachte Lely das Rahmengesetz zur Zuiderzee durch das Parlament.
Die Planungen von Lely sahen eine Verkürzung der Küste vor. Er argumentierte, dass die Verteidigung gegen das Meer nur so stark war wie ihr schwächstes Glied, und es würde mit den vielen Hunderten von Kilometern Küstenlinie an der Zuiderzee schwieriger sein, eine wirksame Wasserbarriere aufrechtzuerhalten, als mit einer kürzeren. Diese Ansicht Lelys fand später auch in den Deltawerken Verwendung, wo die Küste von Zeeland um ein großes Stück verkürzt wurde.

## Heutige Ehrungen

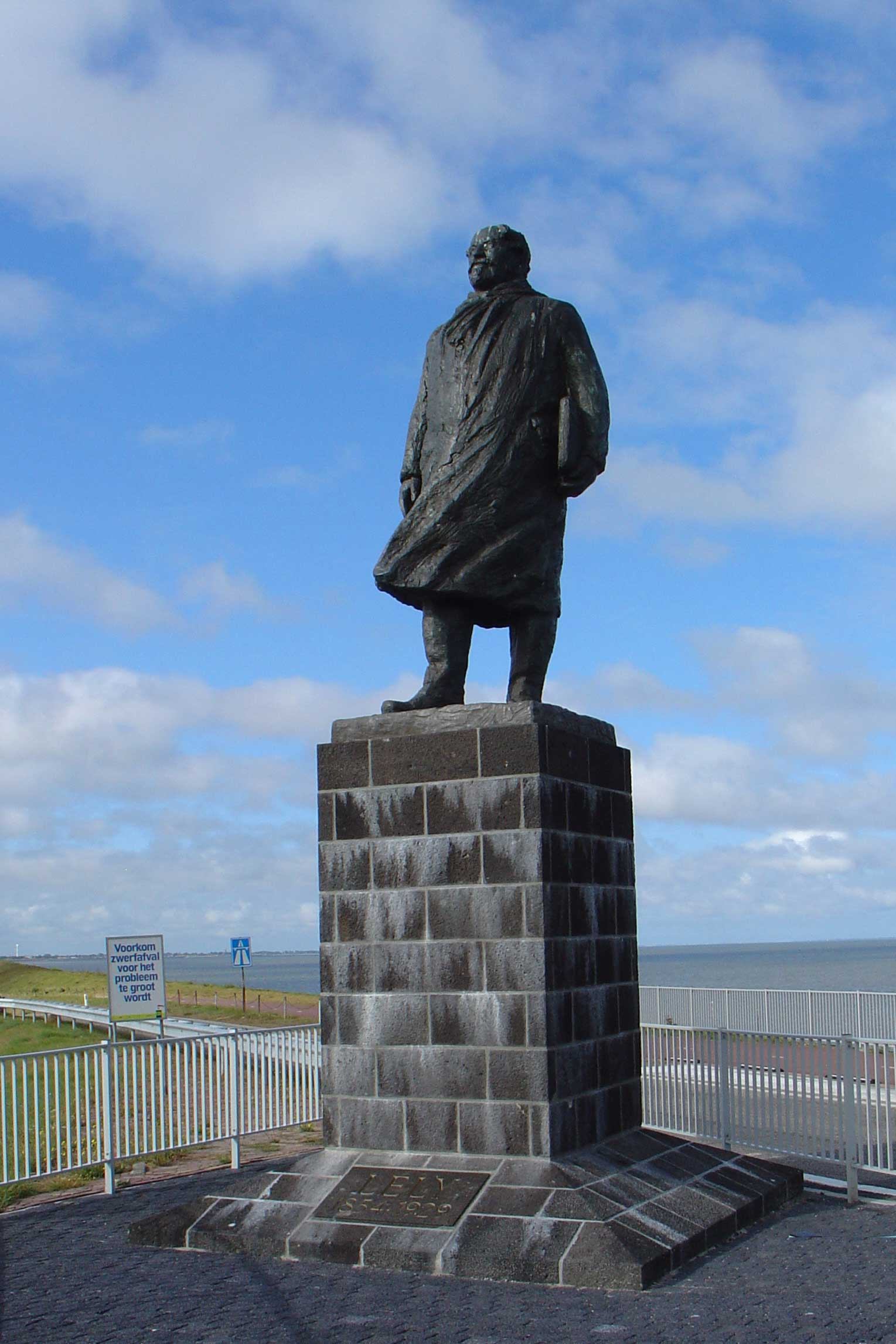
Statue von Cornelis Lely auf dem Abschlussdeich

### Denkmal
Am 23. September 1954, anlässlich seines hundertsten Geburtstages, wurde von Königin Juliana ein Denkmal für Cornelis Lely enthüllt (Bildhauer: Mari Andriessen). Es steht an der Stelle, wo 1932 der Afsluitdijk geschlossen wurde. Ein Abguss dieses Denkmals steht auf einer 30 Meter hohen Basaltsäule in der Ortschaft Lelystad.

### Ortsnamen
Die Orte Lelystad und Lelydorp in der Provinz Flevoland sowie die Hochebene Lelygebergte in Suriname sind nach ihm benannt, ebenso das Pumpwerk Gemaal Lely in Wieringermeer. In Amsterdam tragen die Cornelis Lelylaan, eine Autostraße, und der Bahnhof Amsterdam Lelylaan seinen Namen.

## Werke von Lely
- Plan zum Abschluss der Zuiderzee
- Planung zur Anlage der Eisenbahn in Suriname
- Gründung der Staatsmijnen in Limburg
- Anlegung des Fischereihafens von Scheveningen